# ハズバンダリートレーニング
ハズバンダリートレーニング（英：husbandry training）とは動物の健康管理のためのトレーニング。
「受診動作訓練」とも呼ばれる。

## 概要
飼育動物に無理強いせず採血や体重測定などに必要な動作を行ってもらうことが目的のトレーニング。餌などをご褒美にして行う。
おびひろ動物園の柚原園長によると、2012年頃から動物福祉が重要視されるようになり、全国の動物園が取り組むようになったという。それ以前も飼育員と動物が信頼関係を築くための訓練(馴致)は行われていたが、人に見せることを目的とした訓練が多かったとされる。
天王寺動物園では、講師を呼んで講習を行うなどしている。
おびひろ動物園の飼育員は「動物が混乱しないように飼育員同士で技術をつなぐのは容易ではなく、前任者が実際に指導しながら、時間をかけて覚えていく必要があり、マニュアル化するなど文章での継承は難しい」と語っている。

## 健康管理への活用
ハズバンダリートレーニングを行うことで、定期的な採血や体重測定が可能になる。また、これらの検査結果から発情等を予測することができる。
また、パンダに動かないよう指示を出してしている間に腹水を抜くなど、麻酔をかけずに行える処置が増える。

## サメの研究への活用例
海遊館及び美ら海水族館では、ジンベイザメにハズバンダリートレーニングを行い、定期的に採血をしている。その際、保定などは行わずに飼育員が水槽に入り採血をしている。
この血液を用いて理化学研究所はジンベイザメのDNA総塩基対数を特定、ゲノム情報を解析した。その結果、サメやエイが進化の過程で失ったとされていたHoxC遺伝子群の少なくとも一部を、ジンベイザメが保持していることが判明した。